# Папоротка (река)
Папоротка — река в России, протекает в Тульской области. Сливаясь с рекой Малёвкой, образует реку Богоявленку.

## География
Река Папоротка берёт начало у деревни Крутое. Течёт на юг. На реке расположено село Папоротка. Устье реки находится у деревни Заварыкино в 5,5 км по левому берегу реки Богоявленка. Длина реки 13 км, площадь водосборного бассейна 67,7 км².

## Данные водного реестра
По данным государственного водного реестра России относится к Донскому бассейновому округу, водохозяйственный участок реки — Дон от истока до города Задонск, без рек Красивая Меча и Сосна, речной подбассейн реки — бассейны притоков Дона до впадения Хопра. Речной бассейн реки — Дон (российская часть бассейна).
Код объекта в государственном водном реестре — 05010100312107000000298.